# Valery Tarsis
Valery Yakovlevich Tarsis (en ucraniano, Валерій Яковлевич Тарсіс, en ruso: Вале́рий Я́ковлевич Та́рсис); 23 de septiembre de 1906, Kiev - 3 de marzo de 1983, Berna) fue un escritor, crítico literario y traductor ucraniano. Después de formar parte del Partido comunista de la URSS, se convirtió en opositor del régimen en 1930. 

## Biografía
Valery Tarsis nació en Kiev en 1906 y se graduó en la Universidad Estatal de Rostov en 1929. Su especialidad fue la literatura occidental.: 65 
Tradujo 34 libros al ruso.: 193 
Durante la Segunda Guerra Mundial, Tarsis fue herido de gravedad en dos ocasiones mientras luchaba en Volgogrado.
Cuando era joven decidió unirse al Partido Comunista de la Unión Soviética, pero acabó perdiendo la ilusión alrededor de 1930, y rompió de manera definitiva con el partido en 1960.: 65  En 1966, Tarsis afirmó que el objetivo de sus libros era "luchar contra el comunismo". Consiguió publicar sus obras fuera de la URSS, evitando así la censura del régimen comunista.
La publicación en el extranjero de su novela satírica El moscardón, donde critica la burocratización y la absurdidad del sistema, provocó su internamiento en un hospital psiquiátrico soviético durante ocho meses. Pabellón 7, su novela autobiográfica, describe el internamiento en dicho hospital:  "A su alrededor había rostros expuestos por el cansancio o distorsionados por las pesadillas... siempre es difícil ser la única persona despierta, y es casi insoportable presenciar la tercera guardia del mundo en un manicomio..." 
Pabellón 7 (en referencia a Sala Número 6 de Anton Chéjov) critica el uso de la psiquiatría para castigar la disidencia. Es uno de los primeros libros que habla de los abusos políticos de la psiquiatría que tuvieron lugar durante la Unión Soviética.: 208  Tarsis da a entender en la obra que los doctores son los que están locos, mientras que los pacientes están cuerdos, a pesar de no ser aptos a la vida de esclavo que exige el régimen.: 208 En Pabellón 7 los personas no se curan, solo son mutiladas de manera continuada; el hospital es una prisión y los doctores cumplen la función de carceleros y espías.: 208  La mayoría de doctores no saben nada de psiquiatría, hacen diagnósticos arbitrarios y dan el mismo medicamento a todos los pacientes.: 208  Tarsis denuncia que la psiquiatría comunista es una pseudociencia y puro charlatanismo.: 208 
En 1966, Tarsis obtuvo una autorización que le permitió emigrar al Oeste y pronto fue despojado de su nacionalidad soviética. Fue profesor en la Universidad de Leicester y en Gettysburg College. Le invitaron también a dar conferencias en La Sorbona de París y en distintas universidades de Génova, Oslo y Nápoles.
El Comité para la Seguridad del Estado (KGB) tenía la intención de comprometer su carrera literaria en el extranjero mediante la difusión de falsos rumores sobre su salud mental.: 279 Un informe de 1966 dirigido al Buró Político del Comité Central del Partido Comunista de la Unión Soviética confirma los planes del KGB. Tarsis se instaló en Berna (Suiza) poco después, donde falleció de un infarto el 3 de marzo de 1983 a los 76 años.

## Cita deEl moscardón
La cita explica el funcionamiento jerarquizado y desesperante de la burocracia:

"Usted es la forma inferior de la existencia. Usted tiene que tomar las pruebas usuales a los postulantes. Rosalía Grib, la inspectora, es su superior. Ambos están controlados a su vez por el consejero jurídico. Todos ustedes están controlados por mí y mis dos ayudantes. A mí me controlan, decía contando con los dedos, el inspector de distrito (uno), el inspector de Comité distrital del Partido (dos), el presidente suplente del Soviet del distrito, Iván Soloviey (tres), el propio presidente (cuatro), y finalmente muchos funcionarios de la administración de la vivienda en Moscú, del Soviet de la ciudad de Moscú, de la comisión estatal de control y de una comisión del Soviet Supremo... y así sucesivamente, interminablemente."
Tarsis, Valery

## Obras
- El moscardón (1962)
- Pabellón 7 (1966)
- The Gay Life (1968)
- La fábrica de placer (1969)